# セカンドハンド・デイライト
『セカンドハンド・デイライト』(Secondhand Daylight)はイギリスのポストパンクバンド、マガジンの2ndアルバム。1979年3月30日発売。発売当時の邦題は『夜明けのロンドン・ストリート』だった。

## 概要
前作『リアル・ライフ』リリース後にドラマーのマーティン・ジャクソンがバンドを脱退し、1978年10月にジョン・ドイルが新たに加入して1981年のバンド解散まで在籍した。本作では前作に比べてバンドメンバー単体による作曲が増え、より長尺な楽曲が目立つ内容となった。プレスからは「マガジンはもはや無視できない存在となった」と評される一方、「1970年代のあの無意味なプログレッシブ・ロックへの後退」という批判もあった。

## 制作
バンドは当初ジョン・バリーやトニー・ヴィスコンティにプロデュースを依頼するも都合がつかず、デヴィッド・ボウイの『ヒーローズ』のエンジニアを担当したコリン・サーストンをプロデューサーに迎えた。サーストンは本作が初めてのプロデュース業だった。
1979年1月にロンドンのグッド・アース・スタジオにてレコーディング。スタジオの予約期間を超過しながら制作されたが、その後はムーディー・ブルースがスタジオを予約していたため、残りのトラックはヴァージン・レコード所有のモバイル・スタジオで行われた。収録曲で唯一のインストゥルメンタルである「ザ・シン・エアー」は当初歌が入る予定だったが、ディヴォートの歌詞の制作が間に合わず、結局インストのまま収録された。同年3月30日にリリースされ、全英最高38位を記録。

## 収録曲
全曲ハワード・ディヴォートによる作詞。作曲は原題横に記載

### A面
1. フィード・ジ・エネミー "Feed the Enemy" (Formula) - 5:45
2. リズム・オブ・クルーエルティ "Rhythm of Cruelty" (Devoto/Adamson) - 3:03
3. カット・アウト・シェイプス "Cut-Out Shapes" (Devoto) - 4:43
4. トーク・トゥ・ザ・ボディ "Talk to the Body" (McGeoch) - 3:34
5. アイ・ウォンテッド・ユア・ハート "I Wanted Your Heart" (Formula/Adamson) - 5:13

### B面
1. ザ・シン・エアー "The Thin Air" (Devoto/McGeoch) - 4:10
2. バック・トゥ・ネイチャー "Back to Nature" (Formula) - 6:40
3. ビリーヴ・ザット・アイ・アンダースタンド "Believe That I Understand" (Devoto/Adamson) - 4:00
4. パーマフォレスト "Permaforest" (Devoto) - 5:25

### 2007年リマスター版ボーナス・トラック
1. ギヴ・ミー・エヴリシング "Give Me Everything" (Devoto) - 4:23
2. アイ・ラヴ・ユー、ユー・ビッグ・ダミー "I Love You, You Big Dummy" (Don Van Vilet) - 3:54
3. リズム・オブ・クルーエルティ （オリジナル・シングル・ヴァージョン） "Rhythm of Cruelty (original single version)" (Devoto/McGeoch) - 3:04
4. TVベイビー "TV Baby" (Formula) - 3:48

## 参加ミュージシャン
- ハワード・ディヴォート - ボーカル
- ジョン・マッギオーク - ギター、サックス、コーラス、キーボード (#6)
- バリー・アダムソン - ベースギター、コーラス
- デイヴ・フォーミュラ - キーボード
- ジョン・ドイル - ドラムス、パーカッション